# Alessandro Stradella (opera)
Alessandro Stradella è un'opera romantica in tre atti di Friedrich von Flotow. Il libretto, composto da Friedrich Wilhelm Riese, fu scritto sotto il nome di Friedrich Wilhelm. Il lavoro fu eseguito per la prima volta il 30 dicembre 1844 presso il Teatro della città di Amburgo. L'opera è ambientata nell'Italia del 1670, e narra del musicista Alessandro Stradella.

## Vicenda
La vicenda narra dell'amore fra Stradella e Leonore, figlia di un ricco veneziano. Questi durante il Carnevale riescono a fuggire insieme per raggiungere una casa di campagna presso Roma dove decidono di sposarsi. Contro tale idea si oppone il padre di Leonore che manda due briganti, Malvolino e Barbinot, ad uccidere Stradella e a riportare a casa la figlia.
Questi riescono a cogliere il momento propizio per eseguire l'ordine ma vengono vinti dalla musica di Alessandro mentre narra la sua storia d'amore. Bassi, il padre di Leonore, stufo oramai di dover aspettare si reca lui stesso sul posto dove non trova il musicista morto, bensì i due sicari diventati suoi amici. Per questo li minaccia, affinché concludano il lavoro. Nuovamente colpiti dalla bravura di Alessandro Stradella mentre canta un inno alla Vergine, palesano ai due amanti il loro compito, cosicché lo stesso padre di Leonore è costretto a chiedere scusa e ad accettare l'amore fra i due giovani.

## Versioni
L'opera ha uno sfondo storico. La biografia avventurosa del compositore italiano Alessandro Stradella, che visse dal 1639-1682 ispirò vari artisti a scrivere per il teatro. Il 3 marzo 1837, il compositore francese Louis Niedermeyer portò all'Operà "Stradella". Il libretto di Wilhem Friedrich Riese servì come base per altri librettisti.

## Musica
Alessandro Stradella è un'opera nello stile dei francese dell'Opera Comique. Per le rappresentazioni abbiamo bisogno di una orchestra di medie dimensioni, accompagnata da un'arpa. L'opera contiene molte melodie orecchiabili. L'aria più famosa è l'inno di Stradella alla Vergine Maria nel terzo atto, che è implicito già nel Andante della sinfonia iniziale e poi sentito nell'introduzione orchestrale al terzo atto di nuovo. Sono presenti due intermezzi di balletto: una tarantella nel primo atto e un pas de deux del secondo atto.
Un tema dello Jubelchor del finale del primo atto viene eseguito nel film Grandi Speranze di Mike Newell ed è presente nelle Silly Simphonies Disney del 1938.